# Rio Barcu
O Rio Barcu é um rio da Romênia afluente do Rio Bahluieţ, localizado no distrito de Iaşi.